# Dreamcast
Sega Dreamcast este o consolă de jocuri de generația a șasea și ultima consolă lansată de Sega, inainte de a trece la dezvoltarea de jocuri terță.  Aceasta a fost lansată în 1998 și producția sa a fost oprită 3 ani mai târziu, în 2001. Adversarii consolei au fost PlayStation 2, Nintendo GameCube și XBOX. Printre jocurile notabile se numără Crazy Taxi, Jet Set Radio, The House of the Dead 2, Sonic Adventure și Shenmue. Ultimul joc lansat pentru Dreamcast a fost NHL 2K2 (2002). 